# Rainer Dietel
Rainer Dietel (* 15. April 1937 in Sayda; † 12. Mai 2021) war ein für die DDR startender Skisportler in der Nordischen Kombination.

## Sportlicher Werdegang
Rainer Dietel begann seine sportliche Laufbahn bei der BSG Einheit Sayda und wechselte nach dem Erfolg bei der DDR-Jugendmeisterschaft 1953 (1. Platz) zum Leistungszentrum SC Aufbau Klingenthal (ab 1956 SC Dynamo Klingenthal). In der Folge belegte er von 1954 bis 1958 mehrere erste Plätze bei der DDR-Jugendmeisterschaft.

### DDR-Meisterschaft
Im Jahr 1959 wurde er in den Nationalkader berufen und belegte bei der DDR-Meisterschaft auf Anhieb Platz 2. Im darauffolgenden Jahr nahm Dietel bei den Olympischen Spielen in Squaw Valley teil. In den Folgejahren erkämpfte er bis 1966 bei den DDR-Meisterschaften immer eine Medaille.

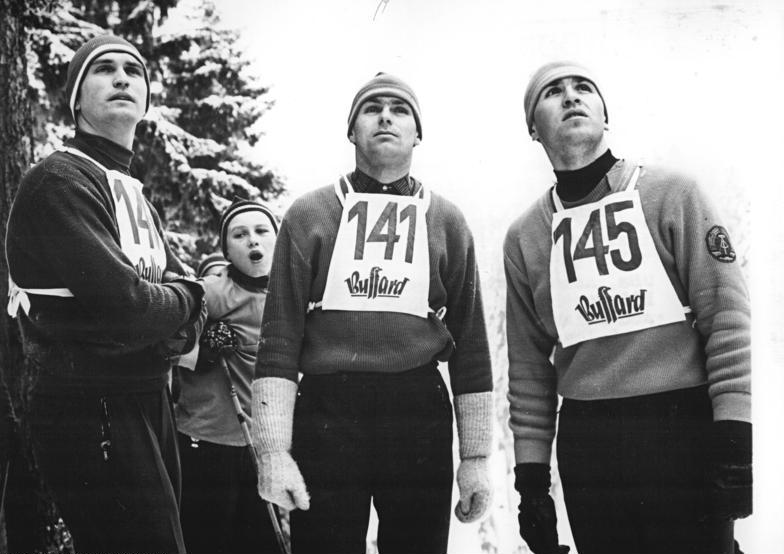
DM Nordische Kombination 1963: Dietel, Herzer, Weißpflog

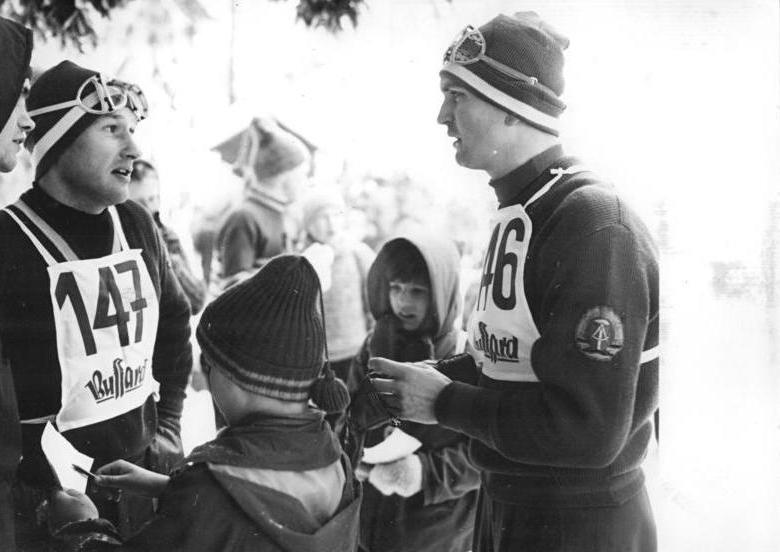
DM Nordische Kombination 1963: Rainer Dietel (rechts)

### Qualifikationswettkämpfe zwischen der DDR und der BRD
Bei den Ausscheidungswettkämpfen für die Teilnahme an den Olympischen Spielen belegte Rainer Dietel 1960 und 1964 jeweils den 1. Platz.

### Weltmeisterschaften
Internationale Wettkämpfe als Sportler im Nationalkader bestritt Dietel 1961 in Holmenkollen (Platz 4), 1962 in Zakopane (Nordische Skiweltmeisterschaften 1962) und La Brassus (Platz 2 im Skisprung), 1963 in Lahti, Finnland (Platz 4/Platz 1 im Skisprung), 1965 in Falun (Platz 3) sowie letztmals bei den Nordischen Skiweltmeisterschaften 1966. Hier belegte er den 13. Platz.

## Größte Erfolge
- 1960 Olympionike bei den VIII. Olympischen Winterspiele in Squaw Valley, Platz 17
- 1962 DDR-Meister bei den DDR-Skimeisterschaften 1962
- 1963 DDR-Meister bei den DDR-Skimeisterschaften 1963
- 1964 Olympionike bei den IX. Olympische Winterspiele in Innsbruck, Platz 9